# James Paul Moody
James Paul Moody (Scarborough, 21 agosto 1887 – Oceano Atlantico, 15 aprile 1912) è stato un marinaio britannico.
Sesto ufficiale di coperta a bordo dell'RMS Titanic, con i suoi 24 anni fu il più giovane fra gli ufficiali a perire nel suo naufragio.

## Biografia
Poco si conosce della gioventù di Moody. Nacque a Scarborough, nel North Yorkshire, in Inghilterra, figlio di John Henry Moody ed Evelyn Louis Lammin. Si avvicinò alla marina mercantile all'età di 14 anni, frequentando a Birkenhead la nave scuola HMS Conway per la formazione nautica. In seguito frequentò la King Edward VII Nautical School, a Londra, ottenendo la patente di primo ufficiale di coperta, nell'aprile 1911. Moody fu ingaggiato dalla White Star Line e nello stesso anno servì a bordo della Oceanic assieme a Charles Lightoller, prima di essere trasferito sul Titanic nel 1912, all'età di 24 anni. In quel periodo viveva con uno zio al St. James House, Grimsby, nel Lincolnshire.
Insieme agli altri ufficiali, Moody ricevette un telegramma nel 1912, che gli ordinava di recarsi presso gli uffici della White Star Line, a Liverpool, il 26 marzo. Da lì si recò a bordo del Titanic, ancora in allestimento presso i cantieri della Harland & Wolff di Belfast. Il Titanic salpò per raggiungere Southampton prima del suo viaggio inaugurale. Moody venne nominato, per quella traversata, sesto ufficiale di coperta.
Il 10 aprile il Titanic lasciò Southampton alla volta degli Stati Uniti; Moody fu anche assistente del quinto ufficiale Harold Lowe, con il quale procedette all'ammaino di due delle lance di salvataggio del lato di dritta per favorire il soddisfacimento dei criteri di sicurezza imposti dal Board of Trade. La sera del 14 aprile 1912, Moody era di guardia in plancia assieme al primo ufficiale di coperta William McMaster Murdoch e al quarto ufficiale Joseph Boxhall quando venne avvistato l'iceberg contro il quale il Titanic avrebbe impattato alle 23:40. Uno dei due marinai di vedetta, Frederick Fleet, suonò la campana d'allarme per tre volte e telefonò in plancia; fu proprio Moody a rispondere alla chiamata, chiedendo cosa avesse visto a Fleet, il quale rispose: "Iceberg, right ahead!" ("Iceberg, proprio davanti!").
Per l'evacuazione, Moody aiutò a imbarcare i passeggeri sulle lance di salvataggio numero 12, 14 e 16. Durante l'imbarco della numero 14, il quinto ufficiale Lowe si incaricò del comando della lancia, compito che sarebbe spettato inizialmente allo stesso Moody. Egli, quindi, si spostò a sinistra e Murdoch lo aiutò fino a quando il ponte del Titanic cominciò a inabissarsi.
Alcuni testimoniarono di aver visto Moody sganciare una zattera pieghevole pochi minuti prima del naufragio finale, altri dissero di aver visto per l'ultima volta Moody mentre stava saltando in mare dal ponte. La sua effettiva sorte è sconosciuta: è probabile che, come la maggior parte delle vittime del naufragio, sia caduto nelle acque gelide dell'Oceano Atlantico e vi sia morto per ipotermia. Il suo corpo, se recuperato, non fu mai identificato. Moody fu l'unico ufficiale inferiore a bordo del Titanic a morire con la nave.
Un monumento al cimitero di Woodland, presso Scarborough, commemora il sacrificio di Moody sul Titanic con la seguente citazione: «Nessuno ha un amore più grande di questo: dare la vita per i propri amici» (Vangelo secondo Giovanni 15:13).

## Influenza culturale
James Paul Moody è stato ritratto in due film dedicati al disastro del Titanic:
- in Titanic, latitudine 41 nord, del 1958, da Michael Bryant;
- in Titanic, del 1997, da Edward Fletcher; lo si può notare mentre fa salire il protagonista Jack Dawson (Leonardo DiCaprio) e il suo amico Fabrizio De Rossi (Danny Nucci) a bordo della nave chiedendo loro generalità e documenti e mentre risponde all'allarme iceberg inoltrato dal collega Fleet al telefono d'ordinanza, come fece nella realtà.